# Setaria pallide-fusca
Setaria pallide-fusca est une espèce  de plantes monocotylédones de la famille des Poaceae et du genre Setaria.
Espèce
Synonymes
- Chaetochloa glauca var. purpurea Farw.[2]
- Chaetochloa lutescens var. longispica Honda[2]
- Oplismenus helvolus (L.f.) P.Beauv.[2]
- Panicum flavescens Moench[2]
- Panicum glaucum var. elongatum Pers.[2]
- Panicum helvolum L.f.[2]
- Panicum imberbe var. pumilum (Poir.) Nees[2]
- Panicum lutescens f. pumilum Poir.[2]
- Panicum pallidifuscum Schumach.[2]
- Panicum rubiginosum Steud.[2]
- Pennisetum helvolum (L.f.) R.Br.[2]
- Setaria aurea var. rubiginosa (Steud.) Peter[2]
- Setaria boninensis Nakai[2]
- Setaria dasyura Schlecht.[2]
- Setaria erythraeae Mattei[2]
- Setaria glauca f. abyssinica Pilg.[2]
- Setaria helvola (L.f.) Roem. & Schult.[2]
- Setaria laeta de Wit[2]
- Setaria pallide-fusca (Schumach.) Stapf & C.E. Hubb.[2]
- Setaria pallide-fusca[3]
- Setaria pallidefusca (préféré par NCBI)[3]
- Setaria rubiginosa (Steud.) Miq.[2]
- Setaria sciuroidea C.Muell.[2]
- Setaria ustilata de Wit[2]

## Liste des variétés
Selon Tropicos (2 janvier 2018) (Attention liste brute contenant possiblement des synonymes) :
- variété Setaria pallide-fusca var. breviseta (Buse) Jansen
- variété Setaria pallide-fusca var. hirtipes Ohwi
- variété Setaria pallide-fusca var. ictura (Buse) Jansen
- variété Setaria pallide-fusca var. pallide-fusca
- variété Setaria pallide-fusca var. sericea de Wit